# Kerstin Osten
Kerstin Osten (* 16. Februar 1956 in Zittau) ist eine deutsche Politikerin (Die Linke). Sie war von 1994 bis 2007 Landtagsabgeordnete im Land Brandenburg. Kerstin Osten ist eine der Direktoren des Landesrechnungshofes Brandenburg.

## Leben
Kerstin Osten wurde am 16. Februar 1956 in Zittau geboren. Nach ihrer Schulzeit, welche sie 1974 auf der Erweiterten Oberschule mit dem Erwerb des Abiturs abschloss, nahm sie an der Technischen Universität Dresden ein Studium der Betriebswirtschaftslehre auf. Dieses beendete sie 1978 als Diplomingenieurökonomin. 1979 bis 1984 arbeitete Osten hauptamtlich für die FDJ-Kreisleitung Strausberg. Anschließend war sie 1985 bei der SED-Kreisleitung Strausberg tätig. Ihre Partei delegierte sie danach von 1986 bis 1989 an die Parteihochschule „Karl Marx“ zum Studium der Gesellschaftswissenschaften. Dieses Studium konnte sie wendebedingt offensichtlich nicht abschließen. Ab 1991 war Osten bis zum Ablauf der ersten Landtagswahlperiode für verschiedene Landtagsabgeordnete der damaligen PDS tätig. Nach ihrer Zeit als Berufspolitikerin ist sie seit November 2007 Direktorin am Landesrechnungshof des Landes Brandenburg.
Kerstin Osten ist verheiratet und hat zwei Kinder.

## Politik
Kerstin Osten war Mitglied der SED, trat in der DDR aber nur als hauptamtliche Mitarbeiterin einer FDJ- und SED-Kreisleitung in Erscheinung. 1990, mittlerweile Mitglied der PDS, wurde sie als Mitglied in den ersten Landesvorstand der brandenburgischen PDS gewählt. 1994 kandidierte sie erfolgreich über die Landesliste der PDS für den brandenburgischen Landtag und blieb dessen Abgeordnete bis zum November 2007. Nach ihrem Ausscheiden aus dem Landtag wurde Kerstin Bednarsky ihre Nachfolgerin. In der Fraktion war Osten während der 3. Wahlperiode stellvertretende Fraktionsvorsitzende. Darüber hinaus war sie Mitglied in verschiedenen Ausschüssen. Als Vorsitzende des Haushaltsausschusses der 4. Wahlperiode machte sie sich einen Namen und wurde von ihrer Partei als Kandidatin für den Posten eines Direktors am Landesrechnungshof zur Wahl gestellt.